# 塚原祐樹
塚原 祐樹（つかはら ゆうき）は、日本の映像ディレクター、演出家。
主にテレビ、YouTube、ミュージック・ビデオ、CMを手掛ける。

## 主な担当番組
- 番町ボーイずん（2016年TOKYO MX）
- マル★カツ定食（2016年ディズニー・チャンネル）
- 得する人損する人（2017年日本テレビ）
- 友だち+プラス（2017年TBS）
- 世界くらべてみたら（2017年TBS）
- S Rocks（2017年TOKYO MX）
- 給与明細（2018年ABEMA）
- イマっぽTV（2018年ABEMA）
- 金曜日のソロたちへ（2019年NHK)
- 寺島実郎の世界を知る力（2020年TOKYO MX）
- トレンド超予測（2020年YouTube)
- 乗れない鉄道に乗ってみた!（2021年BSテレ東)
- キスマイ タイムトンネル（2021年dTV)
- ザ・バックヤード 知の迷宮の裏側探訪（2022年NHK)
- パラレルニッポン（2022年NHK)
- ウチら経済かじってます！（2022年テレビ東京)
- 超私的ナイスバイ（2022年MBS)
- ぐるり東京 江戸散歩（2022年TOKYO MX)
- Let'sトレ活（2022年BSフジ)
- TALKIN' ABOUT（2022年YouTube)